# NGC 6611
NGC 6611 es parte del objeto astronómico M16, que lo contiene a él y a la nebulosa del Águila. Es un cúmulo muy joven, con muchas estrellas calientes, azules, cuya intensa luz ultravioleta es responsable del brillante resplandor que rodea a la nebulosa del Águila.
Su magnitud conjunta en Banda B (filtro azul) es igual a la 6,58, su magnitud en Banda V (filtro verde) es igual a la 6,0; telescópicamente aparece como un parche grisáceo que sólo con telescopios medianos presenta una forma definida. Sin embargo, el cúmulo asociado puede verse incluso con binoculares.
Su estrella más brillante tiene una magnitud de 8,24 (HD 168076) es de tipo espectral O7III. Se estima que cúmulo contiene 460 estrellas, las más brillantes de tipo espectral O con una masa estimada en alrededor de 80 masas solares y una luminosidad del orden de 1 millón de veces la del Sol. Se ha calculado que su edad es de alrededor de 1-2 millones de años.
- Datos: Q10946638